# الكأس السوفيتي 1981
الكأس السوفيتي 1981 هو الموسم 40 من كأس الاتحاد السوفيتي. أقيم خلال الفترة 17 فبراير 1981 وحتى 9 مايو 1981، وأشرف على تنظيمه الاتحاد السوفيتي لكرة القدم، وكان عدد الأندية المشاركة فيه 48، وفاز فيه نادي روستوف أون دون.